# Nimfa iz Fontainebleauja
Nimfa iz Fontainebleauja (francosko Nymphe de Fontainebleau), znana tudi kot Nimfa Anet (francosko Nymphe d'Anet) ali nimfa z jelenom (francosko Nymphe au cerf), je bronasti relief iz okoli leta 1543 (Pariz, Louvre, MR 1706), ki ga je ustvaril italijanski kipar Benvenuto Cellini za Château de Fontainebleau v Franciji. Prikazuje dolgonogo ležečo golo nimfo z jelenom, divje prašiče, pse in druge živali. To je bil Cellinijev prvi veliki bronasti odlitek.

## Zgodovina
Skulpturo je naročil Franç I., izdelana je bila v Cellinijevi delavnici v Hôtel de Nesle (zraven Tour de Nesle) v Parizu, izklesana s pomočjo Thomasa Dambryja, Pierra Bontempsa in Laurenta Mailleuja, sestavljena pa je bila s pomočjo livarja Pierra Villain in Guillaume Saligot. Prvotno je bil namenjen postavitvi v timpanon v loku nad vhodom Porte Dorée (Zlata vrata) v palači Fontainebleau, vendar tam ni bil nikoli nameščen, temveč ga je uporabil arhitekt Philibert de L'Orme, ki ga je postavil nad vhodna vrata (zgrajena ok. 1552) v Château d'Anet, kjer se je nimfa identificirala z Diano, boginjo lova, ki predstavlja lastnico dvorca, Diane de Poitiers, in jelen z njenim ljubimcem Henrikom II.
Relief je bil zasežen 23. marca 1794, v času francoske revolucije in prestavljen iz Anet v skladišče Nesle. Po besedah francoskega zgodovinarja Mauricea Roya je bil sprva namenjen za Musée des Monuments Français v Parizu, kasneje pa ga je v Anetu nadomestil poslikan mavčni odlitek. 23. februarja 1796 se je konservatorij za umetnost odločil, da ga je treba preseliti na majhno dvorišče Louvra, a leta 1797, ko so ga dejansko preselili v Louvre, so ga postavili v galerijo muzeja.
Po obnovitvi kipa leta 1811, ki sta jo opravila oče in sin, mojstra cizeliranja (francosko: ciseleurs), ustanoviteljev Delafontaine, ga je arhitekt Pierre-François Fontaine namestil nad balkon Caryatides v Salle des Caryatides krila Lescot, kjer je ostal do leta 1847, ko je bil zamenjan z odlitkom Antoine-Louisa Baryeja in prenesen v sobe Skulpture. Kasneje so ga premaknili na podest stopnišča Mollien nad pritličjem krila Denon v Louvru, vendar glede na spletno stran Louvre trenutno ni na ogled.
- The Nimfa iz Fontainebleauja in njene replike
- Replika v Château d'Anet
- Pogled od daleč prikazuje njegovo lokacijo nad vhodnimi vrati v dvorcu Anetu
- Replika v Salle des Caryatides v Louvru
- Pogled od daleč prikazuje Nimfo nad balkonom, ki ga podpirajo štiri kariatide, ki jih je izklesal Jean Goujon
- Pogled od daleč prikazuje njegovo lokacijo na stopnicah Mollien v Louvru
- Pogled od blizu na izvirni Cellinijev bron